# Glochidion subsessile
Glochidion subsessile är en emblikaväxtart som beskrevs av Nambiyath Puthansurayil Balakrishnan och Tapas Chakrabarty. Glochidion subsessile ingår i släktet Glochidion och familjen emblikaväxter.
Artens utbredningsområde är Andamanerna. Inga underarter finns listade i Catalogue of Life.